# Dalälven
Dalälven, tudi Dalelven je reka v osrednji Švedski. Dolga je preko 520 km in tako je tretja najdaljša reka na Švedskem. Teče od norveške meje, čez pokrajine Dalarna, Västmanland in Gästrikland. V Baltsko morje se izliva blizu mesta Skutskär v servernem delu Upplanda. Reko obravnavajo kot mejo med regijama Svealand in Norrland. 

## Pritoki
- Ingsån
- Somfarån
- Ölboån
- Rångstaån
- Ålboån
- Laggarboån
- Kölforsån
- Bärreksån
- Herängsån
- Årängsån
- Slåtterängsån
- Grytnäsån
- Bjurforsbäcken
- Lustån
- Hedemoraån
- Klosterån
- Amungsån
- Anstaån
- Hyenån
- Ljusterån
- Runnsälven
- Tunaån
- Vallmoraån
- Västerdalälven
- Österdalälven